# Hexaemeron (Basilius von Caesarea)
Hexaemeron werden die neun Homilien über das Sechstagewerk – die sechs Schöpfungstage der Genesis (1.1–1.31) – genannt, die Basilius von Caesarea vermutlich im Jahre 378 in altgriechischer Sprache verfasste.

## Thema und Aufbau
Die Predigten sind eine Auslegung eines wichtigen Teiles des Alten Testaments der Bibel. Die neun Homilien wurden in der Fastenzeit an fünf aufeinander folgenden Tagen gehalten, bis auf den dritten Tag je eine Morgen- und eine Abendpredigt. Basilius geht auf seine Zuhörer ein, fragt etwa am Abend nach, wie die Morgenpredigt gefallen habe. Am fünften Abend kündigt er für den Folgetag die abschließenden Predigten über die Erschaffung des Menschen an, die sich aber nicht erhalten haben. Die Predigten beziehen sich auf folgende Bibeltexte:
- 1. Im Anfang schuf Gott Himmel und Erde (Gen 1,1 EU)
- 2. Die Erde aber war wüst und wirr. „Es werde Licht“ (Gen 1,2–5 EU)
- 3. „Ein Gewölbe entstehe mitten im Wasser und scheide Wasser von Wasser“ (Gen 1,6–8 EU)
- 4. „Das Wasser unterhalb des Himmels sammle sich an einem Ort, damit das Trockene sichtbar werde“ (Gen 1,9–10 EU)
- 5. „Das Wasser lasse junges Grün wachsen, alle Arten von Pflanzen“ (Gen 1,11–13 EU)
- 6. „Lichter sollen am Himmelsgewölbe sein“ (Gen 1,14–19 EU)
- 7. Hexaemeron (Übersetzung Anton Stegmann): „Es bringen hervor die Wasser die kriechenden Tiere mit lebendiger Seele nach ihrer Art...“ (Gen 1,20–23 EU)
- 8. Hexaemeron (Übersetzung Anton Stegmann): „Die Erde bringe hervor eine lebendige Seele nach ihrer Art, vierfüßige, Kriechtiere...“ (Gen 1,24–25 EU)
- 9. Fortsetzung von 8. und „Lasst uns Menschen machen...“ (Gen 1,26 EU)

## Grundhaltung und Quellen
Basilius studierte an den berühmten Philosophenschulen der Antike in Konstantinopel und Athen und verwendete das dort erlangte Bildungsgut, insbesondere die Schriften von Platon, Aristoteles und Plotin. Dabei setzt er sich durchaus kritisch mit den überkommenen Inhalten auseinander, z. B. in Homilie 3.3: "Diejenigen, die über den Himmel philosophiert haben ... So spintisieren die, welche dem Schöpfer eine ungeschaffene Materie an die Hand geben, und aus dem ersten Schwindel verfallen sie auf die darauffolgende Lüge".
Basilius’ Hexaemeron ist das früheste überlieferte, ausschließlich dem Schöpfungsbericht gewidmete Werk. Allerdings existieren frühere Erörterungen in umfassenderen theologischen Schriften. Darin wird zum Teil eine allegorische Deutung des Bibeltextes gesucht. Basilius lehnt dies zugunsten einer wörtlichen Interpretation ab, etwa Homilie 3.9: "Unter dem Vorwand höherer Erleuchtung und erhabener Einsicht haben sie zur Allegorese ihre Zuflucht genommen ... solcherlei Reden weisen wir als Altweibergeschwätz ab, verstehen unter Wasser Wasser und ..."

### Homilie 1, 2, 3 – Kosmogonie
Basilius führt eine Exegese der in den Anfangszeilen genannten wichtigen Begriffe durch: Anfang, Schaffen, Gott, Himmel, Erde, Licht; dabei wirft er wichtige Fragen auf, die schon bei Aristoteles, Plotin und anderen Denkern erörtert wurden. Daneben bietet er aber seinen Zuhörern belehrende und wohl auch unterhaltsame geographische Informationen. Er schildert die wichtigen Flüsse der ihm bekannten Welt, ausgehend vom nordöstlichen Indus, über den Baktros, die (nach antiker Auffassung) in den Pyrenäen entspringende Donau bis zum Nil. Diese Angaben werden zwar von mehreren antiken Geographen geliefert, aber vermutlich hat sie Basilius von Aristoteles übernommen.

### Homilie 5, 7, 8, 9 (Anfang) – Pflanzen und Tiere
In diesen Homilien geht Basilius auf Pflanzen, Vögel, Wasser- und Landtiere betreffende theologische Fragen ein. Auch hier breitet er für seine Zuhörern eine große Menge naturwissenschaftliche Informationen aus. Quellen sind mehrere antike Schriften, die Historia naturalis des Plinius des Älteren, aber hauptsächlich De partibus animalium, Historia animalium und De generatione animalium des Aristoteles.

### Homilie 6 – Astronomie und Sterndeuterei
"Gott machte die beiden großen Lichter, das größere, das über den Tag herrscht, das kleinere, das über die Nacht herrscht, auch die Sterne"
(Gen 1,16 ) und (Gen 1,14 ) regen Basilius zu einer Reihe astronomienaher Betrachtungen an, Wetterzeichen, Ebbe und Flut, Größe des Mondes etc. Eine Quelle für die Wetterzeichen bildet u. U. das Lehrgedicht Phainomena des Aratos von Soloi, etwa für "das heitere Wetter nach einer feinen Mondsichel am 3ten Tag des zunehmenden Mondes" (Phainomena, 780) oder die "Nebensonnen" (Phainomena, 880). Auf das Hauptthema dieser Schrift, die Sternbilder, geht Basilius jedoch nicht ein. In seiner ausführlichen (6.5 - 6.7) Widerlegung der Sterndeuterei allerdings spricht er über den Zodiak und einige Tierkreiszeichen.

## Weiterleben und Überlieferung
Ambrosius von Mailand verarbeitete die Homilien, die Ende des 4. Jh. n. Chr. in die lateinische Sprache übersetzt wurden, in seinem Hexaemeron; auch später wurden sie wegen der Fülle naturkundlicher Beobachtungen immer wieder herangezogen. In der Reihe Bibliothek der Kirchenväter erschien 1925 eine Übersetzung in die deutsche Sprache.

## Ausgaben
- Emmanuel Amand de Mendieta (Hrsg.): Basilius Caesariensis: Homilien zum Hexaemeron (= Die griechischen christlichen Schriftsteller der ersten Jahrhunderte N.F. 2). De Gruyter, Berlin/Boston 1997, ISBN 978-3-11-180966-3.

## Übersetzung
- Anton Stegmann: Die neun Homilien über das Hexaemeron (Sechstagewerk) in Bibliothek der Kirchenväter Band 47, München 1925.